# PakFront
"PakFront, ou comumente conhecida como "Frente Anti Tanque", foi uma formação tática defensiva , desenvolvida pelas Forças Blindadas Alemãs na Segunda Guerra Mundial.
Esta formação foi  logo copiada e aprimorada pelos soviéticos durante a campanha da  Frente Oriental e utilizada com grande efeito na  Batalha de Kursk.

## Conceito

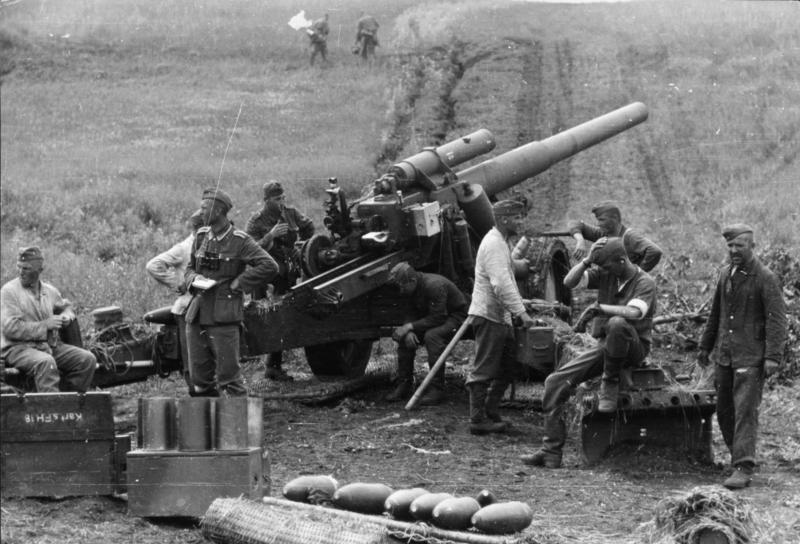
Bateria de artilharia de obuses Model.18 na área Kursk, 21 de junho de 1942; Segunda Batalha de Kharkov.

Durante os grandes ataques soviéticos blindados na frente Leste em 1941-1942, os alemães rapidamente perceberam que suas armas antitanques,  que inicialmente eram operadas individualmente ou em pequenos grupos, e sem nenhum comando central,  eram  rapidamente esmagados pela superioridade numérica dos soviéticos .

O "pakfront"  foi  então desenvolvido para combater esta superioridade. Um grupo de até dez armas foram colocadas sob o comando de um oficial. Ele era responsável por designar alvos e dirigir o fogo de suas armas. Isso permitiu aos alemães tornarem-se mais eficientes no fogo defensivo.
 O fogo das armas eram direcionadas a alvos separados e, em seguida, disparando ao mesmo tempo, maximizando o efeito surpresa e minimizando a chance de fogo de retorno.
A tática mostrou-se extremamente eficaz, e logo os soviéticos a haviam copiado, muitas vezes usando pakfronts múltiplos em cooperação com campos minados, valas antitanque e outros obstáculos para canalizar os blindados inimigos em sua linha de fogo.

Os soviéticos também desenvolveram uma extensão da tática, baseada em emboscadas, em que todas as armas deviam ser dirigidas a um único alvo particularmente valioso ou fortemente blindado.
Os impactos combinados visavam principalmente garantir um alto grau de acerto, sem precisar muitas correções de tiro. Esta técnica foi especialmente eficaz contra tanques de comando alemão, isto desestabilizava a formação, permitindo em algumas vezes a dispersão dos tanques.